# 1942 dans les chemins de fer
Chronologie des chemins de fer
1941 dans les chemins de fer - 1942 - 1943 dans les chemins de fer

## Évènements

### Janvier
- De janvier a juin, construction d'un ligne de chemin de fer, le Western Desert Railway, pour les forces alliées entre le royaume d'Égypte et Libye italienne par les forces néo-zélandaises dans le cadre de la guerre du Désert[1]

### Mars
- 27 mars, France : Pierre Semard, ancien secrétaire général de la fédération CGT des cheminots est fusillé par les Allemands à Évreux.
- 27 mars, France-Allemagne : le premier train de déportés juifs quitte la gare du Bourget pour Auschwitz. De mars à novembre, 43 trains emportèrent environ 43 000 Juifs vers Auschwitz.

### Juillet
- 6 juillet, France-Allemagne : le premier train de déportés politiques quitte la gare de Compiègne pour Auschwitz.

### Octobre
- 31 octobre, France : à Montauban (Tarn-et-Garonne), le cheminot Léon Bronchart refuse de conduire un train de prisonniers. Ce sera le seul cas connu en France pendant la Seconde Guerre mondiale.

## Statistique annuelle
- France : les chiffres fournis par la SNCF indiquent 5 239 agents « mis à la retraite ou à la réforme »[2]